# Echinocactus horizonthalonius
Echinocactus horizonthalonius, je najmanji kaktus u rodu Echinocactus. Domovina su mu sušni predjeli južnih Sjedinjenih Država i sjevernog Meksika.

## Opis
Ovaj kaktus je sivo-zelene do plavo-sive boje i sferičnog, polukuglastog, stupastog ili ravnog oblika. Dostiže veličinu od oko 45 centimetara visine i 20 širine. Tijelo se sastoji od zakrivljenih dijelova koji se spiralno uvijaju oko tijela. Ti su dijelovi obrubljeni areolama od kojih svaki nosi do 10 bodlji. Ružičaste, sive ili smeđe bodlje mogu biti duge preko 4 centimetra.
Jarko ružičasti do magenta cvjetovi široki su do 7 do 9 centimetara. Cvjetovi se otvaraju oko podneva i zatvaraju tijekom noći. Također se otvaraju nakon što biljka dobije kišu, i iako se većina cvjetova javlja u lipnju, mogu ponovno procvjetati u kasno ljeto i pasti ako padne kiša.
Plod je dlakav ili vunast i ružičaste ili crvene boje.

## O uzgoju
Kako dolazi iz područja gdje nema mnogo vode, ali zato ima puno sunca, zbog toga traži isto takve uvjete, tj puno sunca i jako malo vode. Dolazi iz stjenovitog područja i zbog toga u mješavinu zemlje treba dodati nekoliko kamenčića.
- Preporučena temperatura: Dan: 12-24°C,Noć: 8-10°C
- Tolerancija hladnoće: do -10°C najviše
- Minimalna temperatura:  12°C
- Izloženost suncu: cijelo vrijeme
- Porijeklo: Meksiko (Nuevo Leon, San Luis Potosi),SAD(Arizona, Novi Meksiko)
- Opis:cilindričan, raste pojedinačno, zelene boje, raste polako najviše 30 cm u visinu i 15 cm u širinu,ovaj kaktus na sebi ima 5-13 presjeka.
- Potrebnost vode: treba biti vrlo oprezan kod davanja vode,ovaj kaktus treba vrlo malo vode,zimi ga treba držati suhim,mora imati dobru drenažu

## Podvrste
- Echinocactus horizonthalonius subsp. horizonthalonius, SAD (W. Teksas, južni Novi Meksiko); Mexico (Aguascalientes, Chihuahua, Coahuila, Ciudad de Mexico, Durango, Guanajuato, Hidalgo, država Mexico, Nuevo Leon, Queretaro, San Luis Potosi, Sonora, Tamaulipas, Zacatecas)
- Echinocactus horizonthalonius subsp. australis M.A.Baker, Meksiko
- Echinocactus horizonthalonius subsp. nicholii (L.D.Benson) U.Guzmán, SAD (južna Arizona); Meksiko (sjeverozapadna Sonora)

- E. horizonthalonius
- E. horizonthalonius
- E. horizonthalonius
- E. horizonthalonius